# Marian Banaś
Marian Banaś (ur. 13 lipca 1955 w Piekielniku) – polski prawnik i urzędnik państwowy.
W latach 2005–2008 i 2015–2016 podsekretarz stanu w Ministerstwie Finansów, w latach 2005–2008 i 2015–2017 szef Służby Celnej, w latach 2016–2019 sekretarz stanu w Ministerstwie Finansów, w latach 2017–2019 szef Krajowej Administracji Skarbowej, w 2019 minister finansów w rządzie Mateusza Morawieckiego, od 2019 prezes Najwyższej Izby Kontroli.

## Życiorys
W 1979 ukończył studia na Wydziale Prawa i Administracji Uniwersytetu Jagiellońskiego. W 1980 ukończył studia podyplomowe z zakresu religioznawstwa na UJ. Studiował też filozofię na Papieskiej Akademii Teologicznej. Odbył pozaetatową aplikację sądową zakończoną w 1996 egzaminem sędziowskim oraz aplikację Najwyższej Izby Kontroli. Ukończył również podyplomowe studia z zakresu audytu wewnętrznego (2009–2010).
Od 1976 organizator kolportażu i kolporter niezależnych wydawnictw w Krakowie i na Podhalu. W latach 1976–1980 jako jeden z założycieli działał w ramach lokalnej Akcji na rzecz Niepodległości. Od 1977 działacz Studenckiego Komitetu Solidarności, od 1978 Instytutu Katyńskiego, w latach 1979–1981 Ruchu Obrony Praw Człowieka i Obywatela i Konfederacji Polski Niepodległej, a w latach 1980–1981 Ruchu Młodej Polski.
W latach 1981–1983 odbywał karę pozbawienia wolności za działalność w „Solidarności”. W 1984 współzałożyciel Komitetu Pomocy Więzionym za Przekonania (od 1985 Komitetu Obrony Więzionych i Prześladowanych za Przekonania Polityczne „Solidarności” Regionu Małopolska). W latach 1984–1987 redaktor naczelny podziemnego pisma „Homo Homini”. W 1985 współtwórca Polskiej Partii Niepodległościowej, był członkiem prezydium rady naczelnej PPN, w latach 1985–1989 pełnił funkcję przewodniczącego PPN na okręg południowy.
Doradzał ministrowi spraw wewnętrznych Antoniemu Macierewiczowi w okresie rządu Jana Olszewskiego. W 1992 podjął pracę w Najwyższej Izbie Kontroli, stając się współpracownikiem Lecha Kaczyńskiego. W NIK był zatrudniony do 2005 na różnych stanowiskach (m.in. głównego specjalisty i doradcy prawnego).
W wyborach parlamentarnych w 1997 bezskutecznie ubiegał się o mandat poselski z listy Bloku dla Polski w województwie nowosądeckim (otrzymał 695 głosów). W wyborach samorządowych w 1998 bez powodzenia ubiegał się o mandat radnego sejmiku małopolskiego z listy Akcji Wyborczej Solidarność. W wyborach parlamentarnych 25 września 2005 otwierał listę kandydatów Ligi Polskich Rodzin do Sejmu w okręgu częstochowskim, nie uzyskując mandatu. Bez powodzenia kandydował do Sejmu także w wyborach parlamentarnych 21 października 2007 z listy Prawa i Sprawiedliwości w okręgu nowosądeckim.
Od 21 listopada 2005 do 2 stycznia 2008 był podsekretarzem stanu w Ministerstwie Finansów, w tym od 28 listopada 2005 także szefem Służby Celnej. 19 listopada 2015 ponownie objął oba te stanowiska. 9 grudnia 2016 powołany na stanowiska sekretarza stanu w Ministerstwie Finansów, a także szefa Krajowej Administracji Skarbowej. Obowiązki w KAS objął z chwilą jej powstania 1 marca 2017 (dzień wcześniej została zlikwidowana Służba Celna, a jej struktury wcielono do Krajowej Administracji Skarbowej). 4 czerwca 2019 prezydent Andrzej Duda powołał Mariana Banasia na stanowisko ministra finansów w rządzie Mateusza Morawieckiego. W konsekwencji ustąpił ze stanowiska szefa KAS. W sierpniu 2019 był członkiem Komisji Nadzoru Finansowego jako przedstawiciel Ministerstwa Finansów. 27 czerwca 2019 został powołany przez prezydenta w skład Rady Dialogu Społecznego.
30 sierpnia 2019 został wybrany przez Sejm na prezesa Najwyższej Izby Kontroli; tego samego dnia jego kandydaturę zatwierdził Senat. Również 30 sierpnia został odwołany z funkcji ministra, a także złożył ślubowanie przed Sejmem, obejmując funkcję prezesa NIK.
W 2021 został wiceprzewodniczącym EUROSAI, czyli Europejskiej Organizacji Najwyższych Organów Kontroli, pełni też funkcję członka zarządu INTOSAI – Międzynarodowej Organizacji Najwyższych Organów Kontroli.

## Zarzuty
21 września 2019 magazyn śledczy Superwizjer (TVN24) wyemitował reportaż sugerujący związki Mariana Banasia ze światem przestępczym. 23 września 2019 Marian Banaś „zawiesił swoją działalność w NIK” do czasu zakończenia przeprowadzanej przez Centralne Biuro Antykorupcyjne kontroli jego oświadczeń majątkowych.
Po wyborach parlamentarnych z 13 października 2019 zaczęły pojawiać się doniesienia w niektórych mediach, jakoby złożył rezygnację z pełnienia funkcji prezesa Najwyższej Izby Kontroli, ale zostały one zdementowane. 17 października 2019 Marian Banaś powrócił z bezpłatnego urlopu do wykonywania swoich obowiązków prezesa NIK.
W związku z ustaleniami kontroli, 29 listopada 2019 Centralne Biuro Antykorupcyjne skierowało do prokuratury zawiadomienie o możliwości popełnienia przestępstwa przez Mariana Banasia. W zawiadomieniu CBA wskazuje na podejrzenie złożenia przez Mariana Banasia nieprawdziwych oświadczeń majątkowych, zatajenie faktycznego stanu majątkowego oraz nieudokumentowanych źródeł dochodu.
13 października 2023 stacja telewizyjna TVP Info opublikowała nagranie, na którym znajduje się rozmowa prezesa NIK Mariana Banasia z byłym wiceprzewodniczącym Trybunału Stanu Markiem Chmajem na temat kontroli nad Konfederacją i startu z jej listy wyborczej jego syna Jakuba Banasia, w celu zapobieżenia wejścia Konfederacji w koalicję z PiS.

## Życie prywatne
Żonaty, ojciec czwórki dzieci. W 2004 jego 21-letni wówczas syn Bartłomiej zginął w Pirenejach.
Jest karateką (stopień 1 dan uzyskany w 2013) i trenerem karate.

## Odznaczenia i nagrody
- Krzyż Kawalerski Orderu Odrodzenia Polski (1990, nadany przez prezydenta RP na uchodźstwie Ryszarda Kaczorowskiego)[28]
- Krzyż Oficerski Orderu Odrodzenia Polski (2011, nadany przez prezydenta Bronisława Komorowskiego)[29]
- Krzyż Wolności i Solidarności (2015, nadany przez prezydenta Andrzeja Dudę)[30]
- Medal „Niezłomnym w słowie” (2011)[31]
- Krzyż „Golgota Wschodu” (2018)[32]
- Złota Odznaka Za Zasługi dla Konfederacji Polski Niepodległej (2019)[33]